# Île Secretary
L'île Secretary, en anglais Secretary Island, est une île néo-zélandaise de la mer de Tasman séparée de l'île du Sud par les fjords de Doubtful Sound et Thompson Sound. D'une superficie de 81 km2, elle culmine à 1 200 mètres d'altitude. Inhabitée, elle fait entièrement partie du parc national de Fiordland.